# Karlovszky Geyza
Karlovai és kralováni Karlovszky Geyza, Karlovszky Géza Gábor Ernő (Rimaszombat, 1860. november 22. – Budapest, 1936. április 27.) gyógyszerész, vegyész, egyetemi tanár, kormányfőtanácsos.

## Életpályája
Tanulmányait a budapesti tudományegyetemen végezte el; 1881-ben gyógyszerészoklevelet kapott. 1883–1892 között Than Károly tanársegéde volt a budapesti tudományegyetem Kémiai Intézetében. 1893–1936 között a Gyógyszerész Közlöny szerkesztője volt. 1896–1936 között a Gyógyszerészek Évkönyve szerkesztőjeként dolgozott. 1923–1936 között a budapesti Rákóczi úti Arany Szarvas Gyógyszertár vezetője volt. 1935-től kormányfőtanácsos volt.
A rubídium sóinak vizsgálatával foglalkozott; elsőként állította elő a rubídium-ammónium-bromidot, amelynek gyógyhatását később Laufenauer Károly ideg- és elmegyógyász mutatta ki.
Sírja a Farkasréti temetőben található (7/5-1-3/4). Felesége Boér Margit volt.

## Családja
Szülei Karlovszky Gusztáv (1822–1878) főügyész és Miticzky Ida írónő (1833–1898) voltak. Karlovszky Bertalan (1858–1938) festőművész és Karlovszky Endre (1856–1924) levéltáros, gazdaságtörténész, jogász; író, költő, műfordító, publicista testvére.

## Művei
- A gázok áthatolása absorbeáló anyagokon (Term. tud. Közlem., 1886)
- A gyógyszerek magyar tudományos és népies tájelnevezései (Budapest, 1887)